# 阿维多什
阿维多什是葡萄牙布拉加区的一个堂区。总面积2.3平方公里，总人口1746人，人口密度759.1人/平方公里。